# Newark (Nova Iorque)
Newark é uma vila do Estado de Nova Iorque, nos Estados Unidos. Faz parte do Condado de Wayne e da Municipalidade de Acadia. Possui uma área de 5,41 milha quadradas (14,0 km2) e uma população de 9 017 habitantes, segundo o Censo dos Estados Unidos de 2020.